# 塚崎修治
塚崎 修治（つかさき しゅうじ、1960年1月28日 - ）は、日本の元競泳選手。専門は自由形。400m・800m・1500m自由形元日本記録保持者。

## 経歴
中央大学附属高等学校、中央大学卒。
1976年6月のモントリオールオリンピック選考会で1500m自由形の日本新記録を樹立した。8月の高校総体で1500m自由形の日本記録を再び更新し、2週間後の日本選手権でも800m・1500m自由形で日本記録をさらに更新した。
1977年8月の高校総体で400m自由形の日本新記録を樹立。
1978年6月の世界水泳選手権選考会で800m・1500m自由形の日本新記録を樹立。7月のサンタクララ国際競技会で1500m自由形の日本記録を更新し、8月の第3回世界水泳選手権でも400m・800m・1500m自由形の日本新記録を打ち立てた。12月の第8回アジア競技大会では400m・1500m自由形で2冠を達成した。
1979年9月のワールドカップで400m自由形の日本新記録を樹立。引退後はテレビ朝日に勤務している。
2022年5月現在、広島のテレビ朝日系列局である広島ホームテレビ専務取締役として、勤務している。